# Tour of Estonia
Die Tour of Estonia (zu Deutsch: Estland-Rundfahrt) ist ein estnisches im Straßenradrennen für Männer.
Vor der Tour of Estonia gab es zwei estnische Eintagesrennen, den Tartu GP und den Tallinn-Tartu GP, die zu einem Etappenrennen fusionierten. Dieses Rennen existiert in dieser Form seit 2013. Die Tour of Estonia wird seit 2013 Ende Mai ausgetragen. Die Tour ist Teil der UCI Europe Tour und ist in der UCI-Kategorie 2.1 eingestuft.
Seit 2022 findet auch die Ladies Tour of Estonia statt, die jedoch am zweiten Tag des Männerrennens parallel als Eintagesrennen ausgetragen wird.

## Palmarès
| Jahr | Sieger               | Zweiter            | Dritter                |          |
| ---- | -------------------- | ------------------ | ---------------------- | -------- |
| 2013 | Gert Jõeäär          | Fredrik Ludvigsson | Stefan Schumacher      |          |
| 2014 | Eduard-Michael Grosu | Adrian Kurek       | Emīls Liepiņš          |          |
| 2015 | Martin Laas          | Ioannis Tamouridis | Gustav Höög            |          |
| 2016 | Grzegorz Stępniak    | Roman Maikin       | Mihkel Räim            |          |
| 2017 | Karl Patrick Lauk    | Deins Kaņepējs     | Paweł Franczak         |          |
| 2018 | Grzegorz Stępniak    | Andreas Stokbro    | Sjarhej Papok          |          |
| 2019 | Mihkel Räim          | Matthias Brändle   | Rudy Barbier           |          |
| 2020 | abgesagt             | abgesagt           | abgesagt               | abgesagt |
| 2021 | Karl Patrick Lauk    | Martin Laas        | Polychronis Tzortzakis |          |
| 2022 | Evaldas Šiškevičius  | Norman Vahtra      | Kaden Groves           |          |
| 2023 | Rasmus Bøgh Wallin   | Matias Malmberg    | Norman Vahtra          |          |
| 2024 | Siim Kiskonen        | Karl Patrick Lauk  | Rait Ärm               |          |
| 2025 | Marcus Sander Hansen | Niklas Larsen      | Marceli Bogusławski    |          |